# Buyeo Seodong Lotus Festival
Il Buyeo Seodong Lotus Festival (부여서동연꽃축제?, Bu-yeo Seodong yeonkkot chukjeLR) è un festival estivo sudcoreano. Si tiene ogni estate a luglio nella contea di Buyeo, nella regione del Chungcheong meridionale. È stato organizzato a partire dal 2002 per celebrare i fiori di loto.
Il Ministero della Cultura, dello Sport e del Turismo l'ha selezionato come "festival straordinario" tra quelli inerenti al turismo culturale per quattro anni consecutivi tra il 2015 e il 2018, e come "festival promettente" nel 2019. 

## Programmazione
Nel corso del festival si susseguono innumerevoli eventi, spettacoli e attività legati ai fiori di loto. L'evento più rappresentativo è lo spettacolo notturno Poryungjeong Multimedia Program che si tiene nei pressi del padiglione Poryungjeong, nel quale vengono usati luci laser, ologrammi e sistemi audio per inscenare la storia d'amore tra la principessa Sunhwa di Silla e il re Mu di Baekje, il quale, secondo la leggenda, nacque come uomo comune con il nome di Seodong e riuscì a conquistare la principessa grazie a una canzone.
Eventi online promuovono la cucina tradizionale di Buyeo. Si tengono anche dei concorsi nazionali di fotografia indirizzati a professionisti, e di disegno indirizzati agli studenti delle scuole elementari e medie, che hanno come tema il fiore di loto.